# Jiřina Žertová
Jiřina Žertová, roz. Rejholcová, (* 13. srpna 1932 Praha) je česká sochařka, sklářská a uměleckoprůmyslová výtvarnice.

## Život
Jiřina Žertová pochází z rodiny Ing. Josefa Rejholce, úředníka Nejvyššího státního účetního kontrolního úřadu v Praze. V letech 1947 až 1950 studovala na Státní grafické škole u prof. Zdeňka Balaše (1904–1997). Od roku 1949 byla škola přejmenována na Vyšší školu uměleckého průmyslu, kde studovala v ateliéru Petra Dillingera. Její spolužačkou a přítelkyní byla Zdena Strobachová, ve vyšším ročníku studovala Adriena Šimotová nebo Jiří John.
Již po třetím ročníku grafické školy složila zkoušku na Vysokou školu uměleckoprůmyslovou v Praze, kam byla přijata roku 1950, krátce po únorovém komunistickém převratu a v době tvrdých politických perzekucí. Přesto se profesoru Josefu Kaplickému podařilo v ateliéru udržet liberální a kreativní atmosféru. Sešla se zde skupina studentů (René Roubíček, Stanislav Libenský, Václav Cigler, Vladimír Kopecký, Vratislav Šotola, Stanislav Oliva, Rudolf Volráb, aj.), které zajímala moderní malba a grafika a mohli své představy uplatnit v práci s leptaným a malovaným sklem. V té době byly v knihovně UPM stále dostupné časopisy jako Cahiers d´Art, kde bylo možné seznámit se s moderním francouzským uměním. Jiřina Žertová ukončila studium roku 1955 návrhem monumentální vitráže s motivem koní. Podařilo se jí získat prospěchové stipendium SČSVU a následující rok dělala ve Sklářském středisku návrhy užitkového skla určené pro průmyslovou výrobu.
Provdala se za geologa Bedřicha Žerta, se kterým má dceru Pavlínu (* 1956) a syna Jana (* 1959). Od roku 1956 pracuje jako nezávislá výtvarnice a věnuje se volné tvorbě. Patřila mezi nejúspěšnější absolventky ateliéru Josefa Kaplického a její návrhy skla byly pravidelně vystavovány na přehlídkách českého skla. Samostatně vystavuje od roku 1973 (Vídeň). Roku 1989 měla autorskou výstavu v Heller Gallery v New Yorku a Nakama Gallery v Tokiu, roku 1992 v Müller Gallery v New Yorku.
Spolupracuje externě se sklárnami Bohemia v Poděbradech a navrhuje foukané a ryté sklo pro Sklářskou huť Beránek ve Škrdlovicích. Huť byla znárodněna a spadala pod Ústředí uměleckých řemesel, ale původní majitelé zde od padesátých let pracovali jako sklářští mistři a realizovali i velmi náročné návrhy sklářských výtvarníků. Možnosti autorské tvorby ve Škrdlovicích se radikálně změnily po roce 1967, když se do vedení dostali jako designéři František Vízner a Dana Vachtová. Žertová s Vachtovou začaly využívat také vzorovacích hodin, které výtvarníkům nabízel Crystalex v Novém Boru. Od konce 60. let skleněné objekty Jiřiny Žertové realizovali sklářští mistři František Danielka, Josef Rozínek (sklárny Nový Bor) nebo Josef Kučera (sklárna Chřibská).
Od roku 2007 je členkou SVU Mánes.

### Ocenění
- 1957 XI. Trienale di Milano, Silver Medal[3][13]
- 2004 International Exhibition of Glass Kanazawa, Honourable mention

## Dílo
Jiřina Žertová patří mezi sklářské výtvarníky, kteří se v kontextu české ateliérové sklářské tvorby uplatňují nejvýrazněji v oblasti malovaného skla.
Během studia se věnovala především malbě a první tři roky i broušenému sklu během praxe ve sklárně Moser v Karlových Varech. Po absolvování školy kreslila vzory pro Sklárny Bohemia v Poděbradech, která pracovala s olovnatým broušeným sklem. Za soubor broušeného skla roku 1957 získala první mezinárodní ocenění. V 50. letech sklo umožňovalo mnohem svobodnější tvorbu než jiné obory kde dominoval socialistický realismus.
Její tvůrčí dráha v práci se sklem se rozvinula v 60. letech, kdy měla možnost realizovat návrhy hutního skla ve sklárně ve Škrdlovicích. Již první práce Jiřiny Žertové byly neseny v duchu netradičních řešení a uchovaly si osobité kvality abstraktního výtvarného projevu. Barvu uplatňuje jako významotvorný prvek, ale její objekty, pokud jsou inspirovány přírodou, vycházejí především z možností a specifiky samotného skla. Realizovala zde i své první větší objekty z foukaného skla, ale nové tvůrčí možnosti objevila až po přechodu do podniku Borské sklo (pozdější Crystalex), kam ji pozval František Danielka.
Na počátku autorčiny ryze autorské sklářské tvorby ve 2. polovině 70. let stálo foukané sklo. Rotační princip tvarování skla při foukání do dřevěné formy ovlivnil její tvorbu směrem k přísně geometrickým tvarům, které kombinovala aby zdůraznila vzájemné napětí a dynamiku vnitřního prostoru. Zprvu bylo hnací silou kreativity samo opojení z formování rozměrné bubliny, která byla ve výsledku fascinujícím objektem. Zásahy do ní se omezovaly na prohýbání či prosté promáčknutí hladce vypjatého tvaru. Zajímala se o výtvarné řešení vnitřního prostoru a navrhovala technicky náročné foukané objekty se vsazenými prvky. Jiřina Žertová ale brzy opustila uhlazenost formy a do skla otiskovala nejrůznější předměty. Začala také využívat foukání do stále složitějších dřevěných i sádrových forem, které jí pomáhal zhotovit její muž Bedřich Žert. V rozporu s dosavadní dílenskou praxí ponechávala jako součást objektů i tzv. kopny - okraje skleněné hmoty vyčnívající mimo formu. Ty dávaly živelně se rozpínající hmotě nový dramatický výraz v modelaci tvarů a ve strukturách povrchů. Harmonii křivek foukaných tvarů spojila s pojednáním jejich stěn dekorem bublin spolu s odvážnými „malířskými tahy“ pramenů barevných sklovin.
Jiřina Žertová nemohla při práci ve sklárně úplně kontrolovat barvu svých objektů a částečně pracovala s prvkem náhody. Razanci tvarování autorka v 80. letech proto zdůraznila expresivními zásahy gestickou malbou, jejichž podoba se posléze ustálila na lité liniové struktuře, obepínající v barevné spleti skleněný tvar a zasahující i podstavec. Transformace podnětů z konkrétní reality nebyla při jejich vzniku zásadně určujícím momentem. Vznikaly volně, v zaujetí samotným tvůrčím uvažováním o modelaci hmot skleněného tvaru světlem, o interakci sochařských forem s barevnými akcenty jako s prvkem odlišné výtvarné řeči. Vrcholem a zároveň mezníkem v této sérii se stal objekt Neptej se kam jdeme z roku 1990.

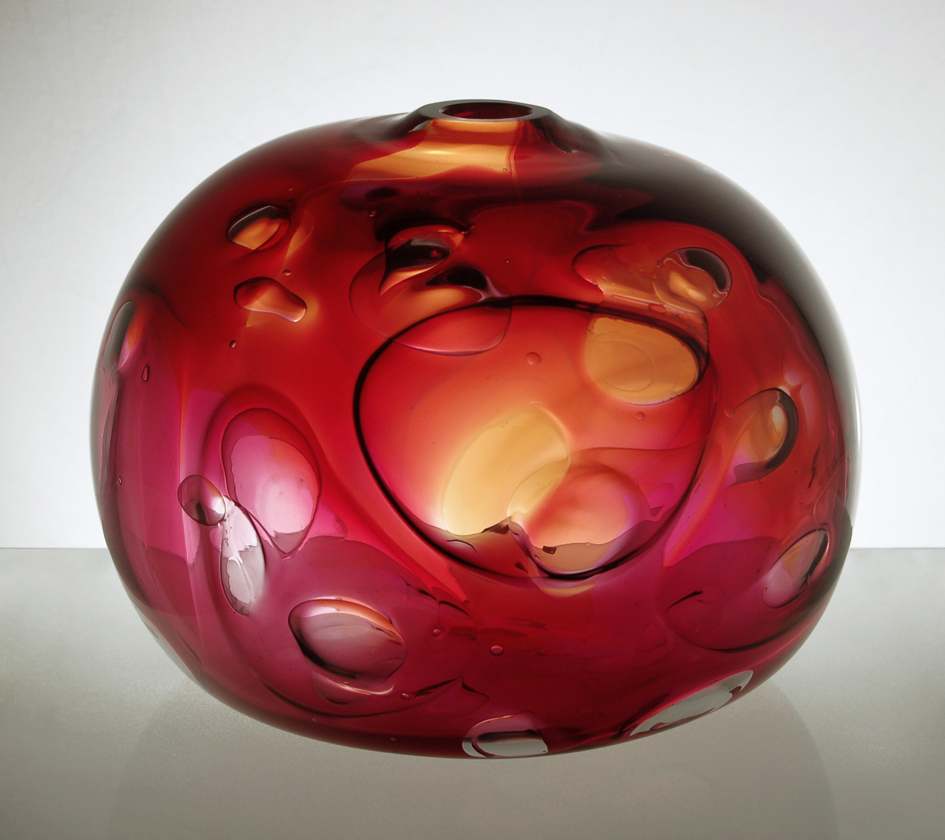
Váza 3, Škrdlovice, 1966
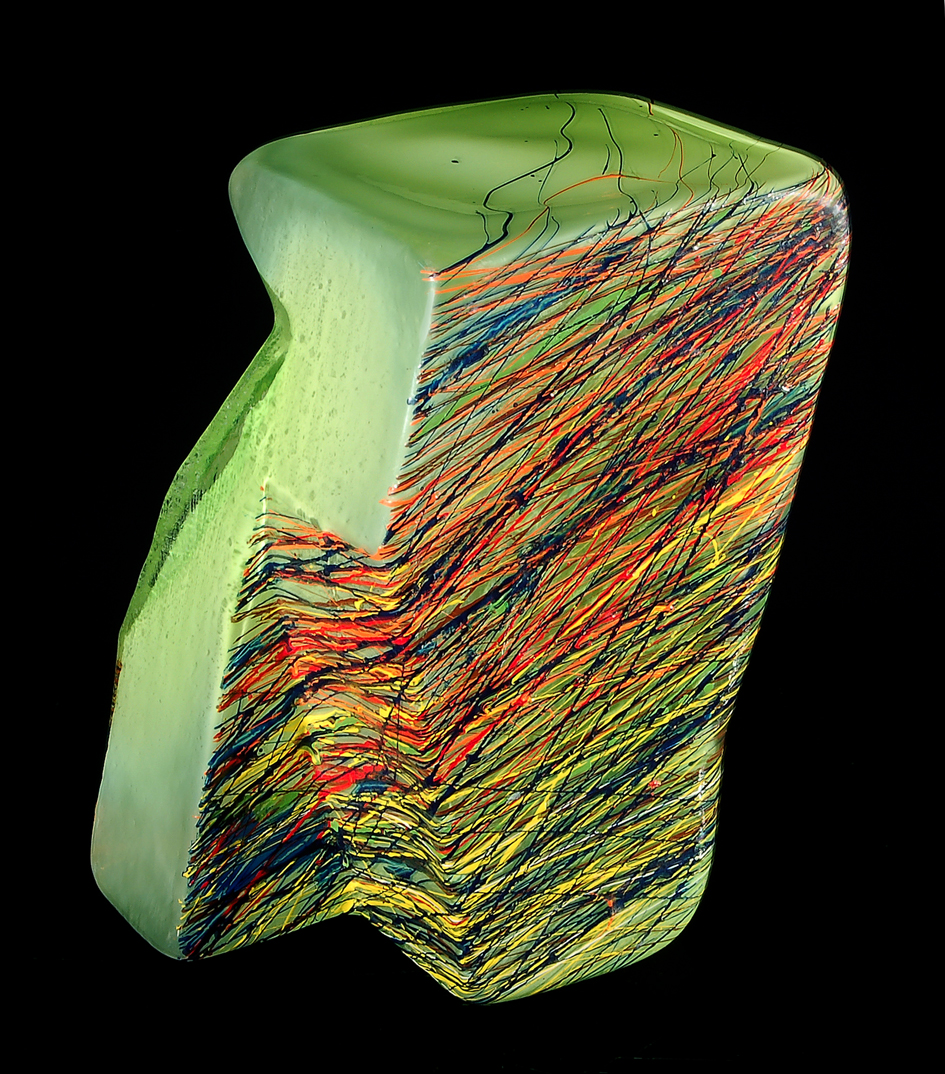
Kámen, 1990
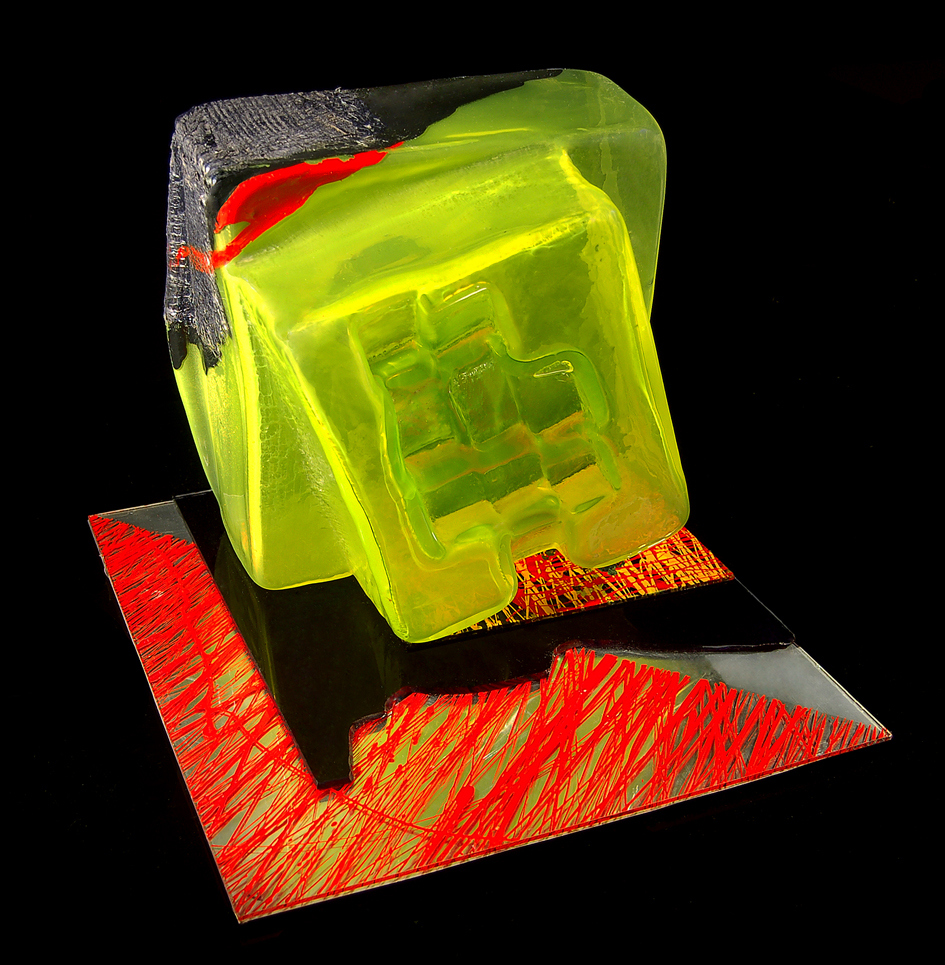
Červená tráva, 1994

Na počátku 90. let měla Jiřina Žertová pocit, že ve foukaných objektech vyčerpala svoje výrazové možnosti. Spolupráce se sklářskou hutí se také zkomplikovala během privatizace a s příchodem nových majitelů. Absolutní svobodu kreativity a realizační nezávislosti našla ve využití principu vrstvení malovaných plochých skel. Zůstala v nich zachována rozmáchlá litá strukturální malba, ale zásadně se proměnila forma a vztah sklo – barva. Podoba autorčiných prací je vnějškovou formou méně dramatická. Zdánlivě nehmotné hranoly vrstvených desek neexpandují do prostoru, uzavírají se do sebe samých. Sklo se stalo stavebním prvkem, nositelem malované barevné struktury, zprostředkovatelem vizuální proměnnosti celého objektu. V jeho sevřeném vnitřním prostoru se rozehrává těkavá hra s barevnou a světelnou proměnností, s iluzí hmotného, s prostorovou magií, narušením logiky výstavby objektu odrazy zrcadel. Ačkoliv je opět možné vidět v pracích podobnosti s realitou, jedná se o souvislost obecně symbolickou. K mnohdy rozměrným dílům lze tedy přistupovat především jako k velkorysé nabídce zážitku impresivní hry s mnohotvárností, s barvou a strukturou, s čímsi viděným a přesto neuchopitelným. S posunem horizontu se divákovi zjevují a opět mizí iluzivní tvary a tělesa a kompozicím propůjčují charakter mobilního objektu. Toto vrstvení plochého skla ve spojení s gestickou abstraktní malbou posunulo malbu z vymezených prostorových tvarů do třetí dimenze a činí díla Jiřiny Žertové unikátními i v mezinárodním měřítku.
V desetiletí po roce 2011 začala Jiřina Žertová pracovat s kompozicemi orientovanými na výšku, kde se jí podařilo vychýlením z osy některé objekty dynamizovat a rozvlnit. Objekty skládané z tabulového skla nabízejí řadu vizuálních efektů - tvary se mohou navzájem prolínat, stejně jako posouvat a oddalovat, barevné malované plochy viděné v prvním plánu se sčítají s těmi, které odrážejí zrcadla. Autorka tímto způsobem vytvořila velkou řadu charismatických prací - složitých prostorových objektů skládaných z plochých skel. Na vrstvách je uplatněné bohaté víření barevných struktur, ale i monochromní černá či rudá malba linií kombinovaných s plochami (Babylon, 2012). V objektech vytvořených po roce 2013 vyřešila i soudržnost skel řazených vertikálně a vytvořila několik objektů ve kterých se uplatňují strohé geometrické tvary.
Jiřina Žertová je v autentičnosti svého výtvarného rukopisu nastálo jednou z nejvýraznějších postav současného ateliérového skla v České republice a její práce mají své uznávané postavení i v mezinárodním kontextu.

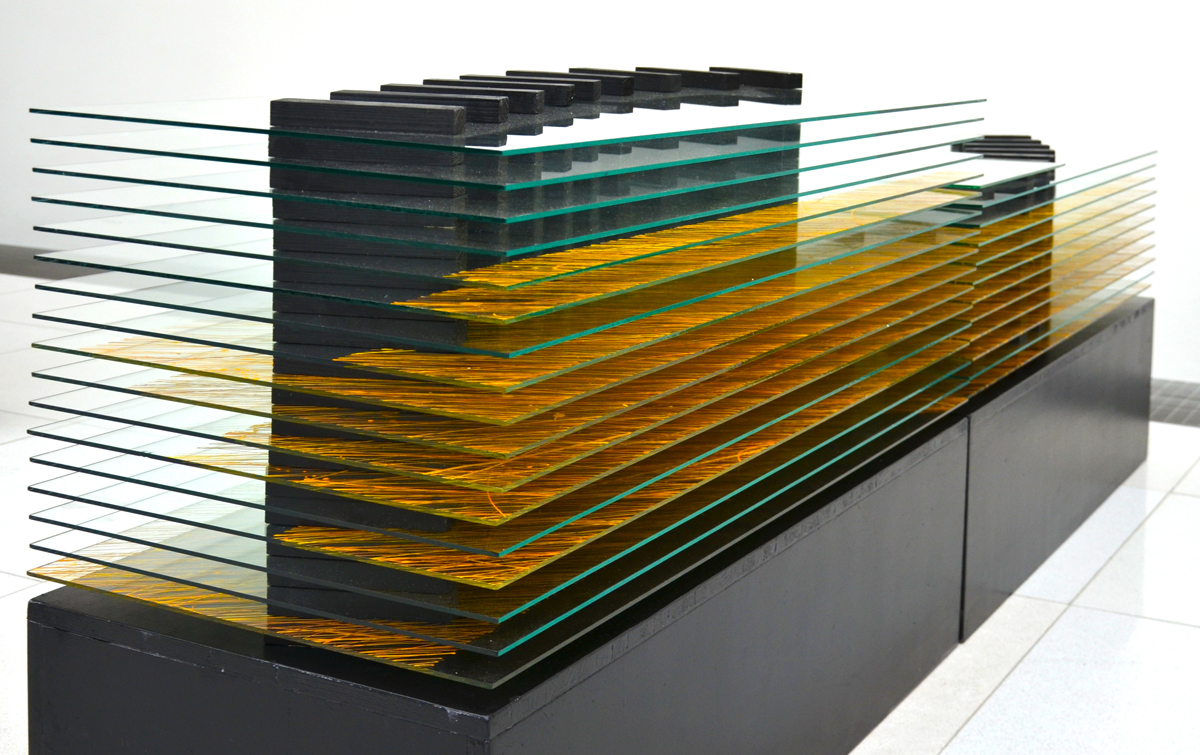
Viadukt, 1999
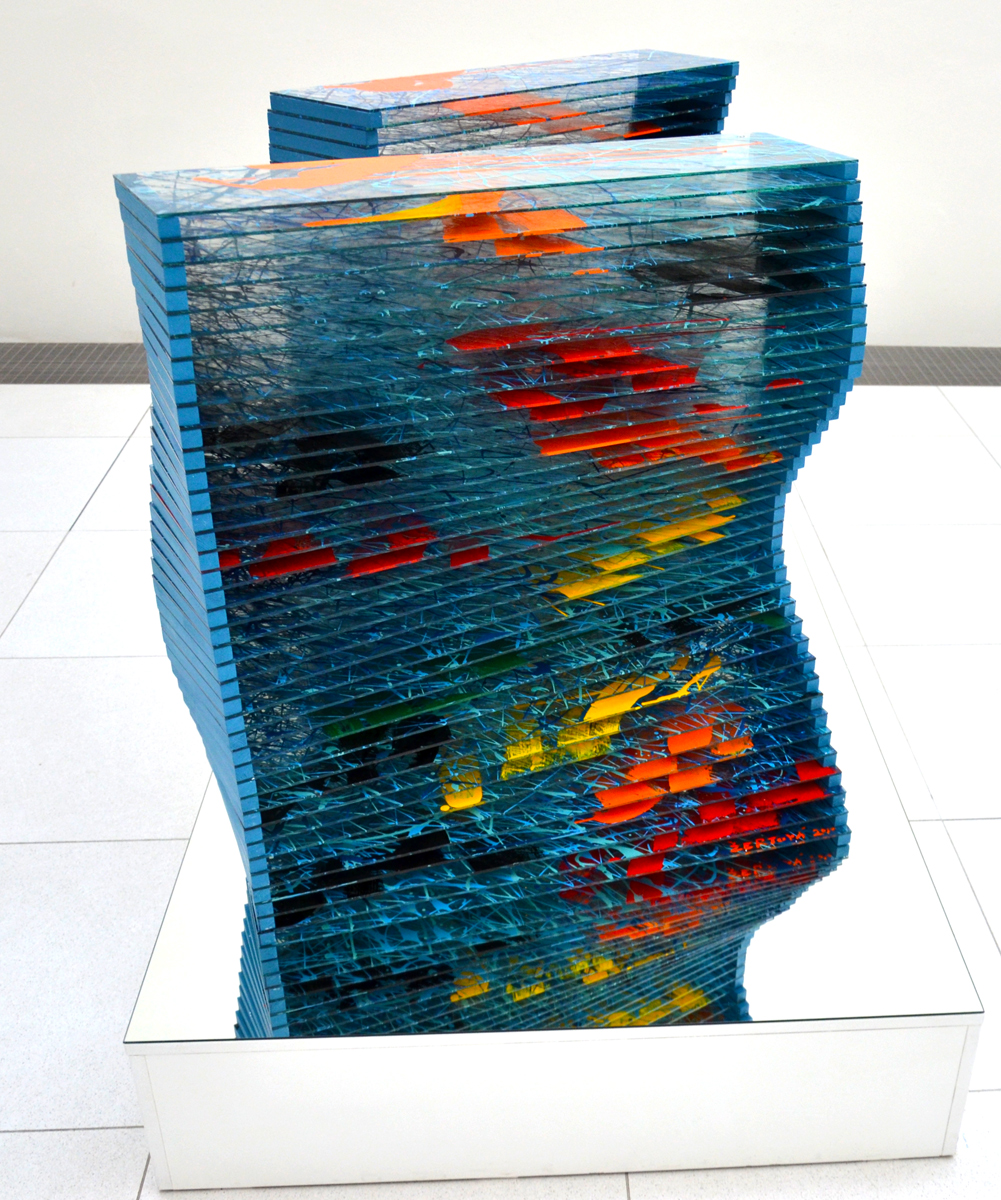
Odvanuto větrem I, II, 2001
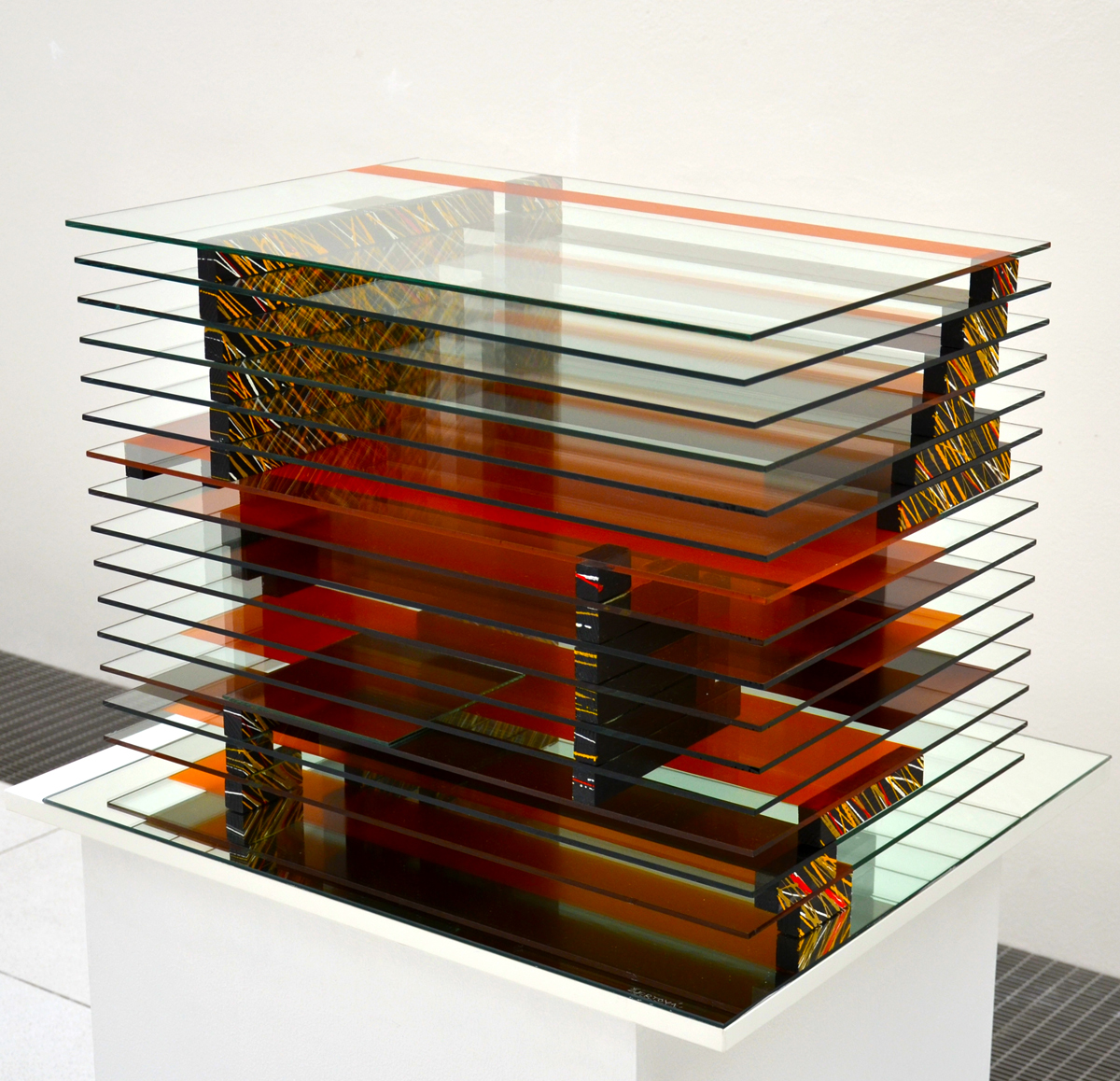
Brána temnoty, 2001
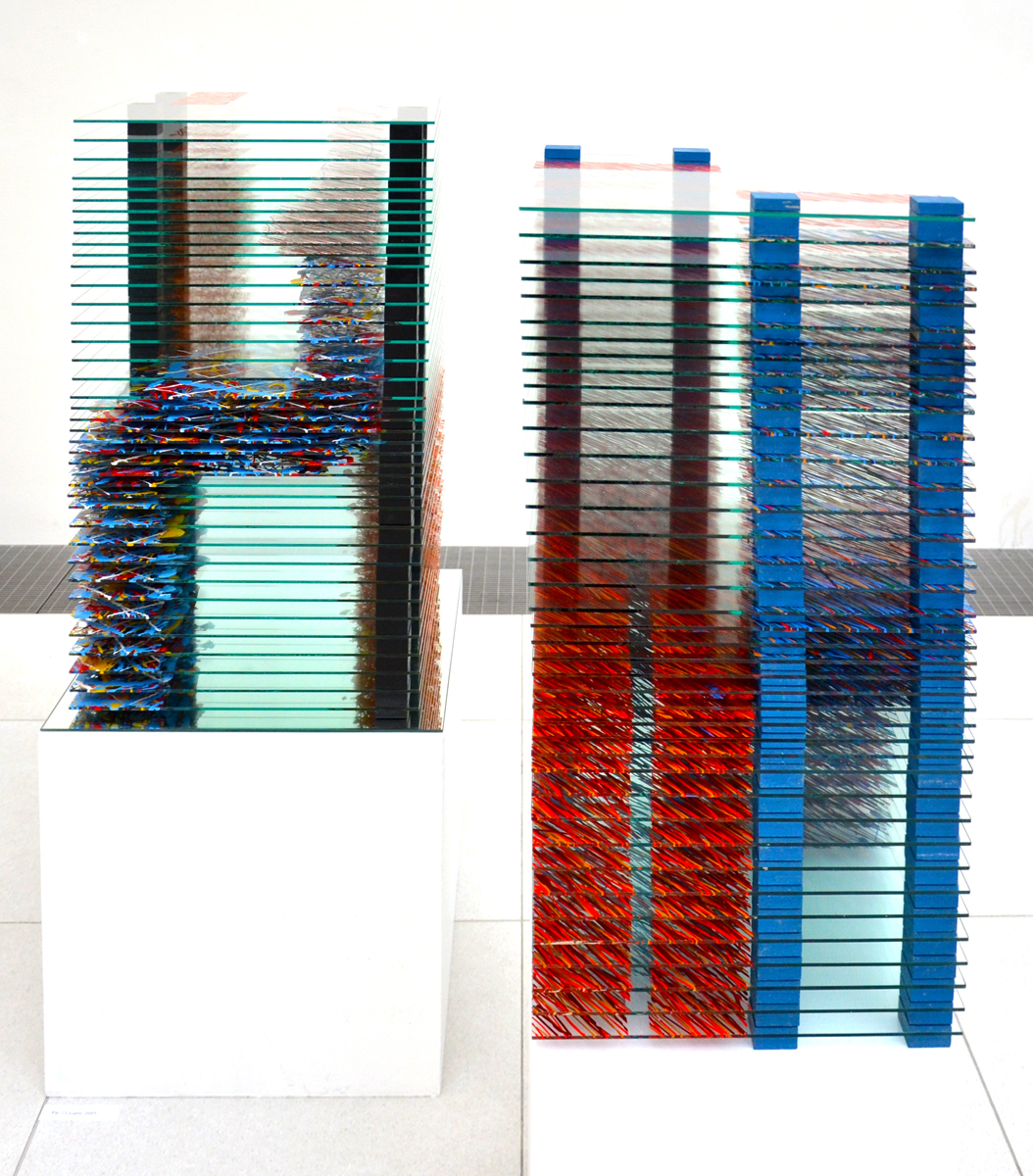
Milenci, 2004
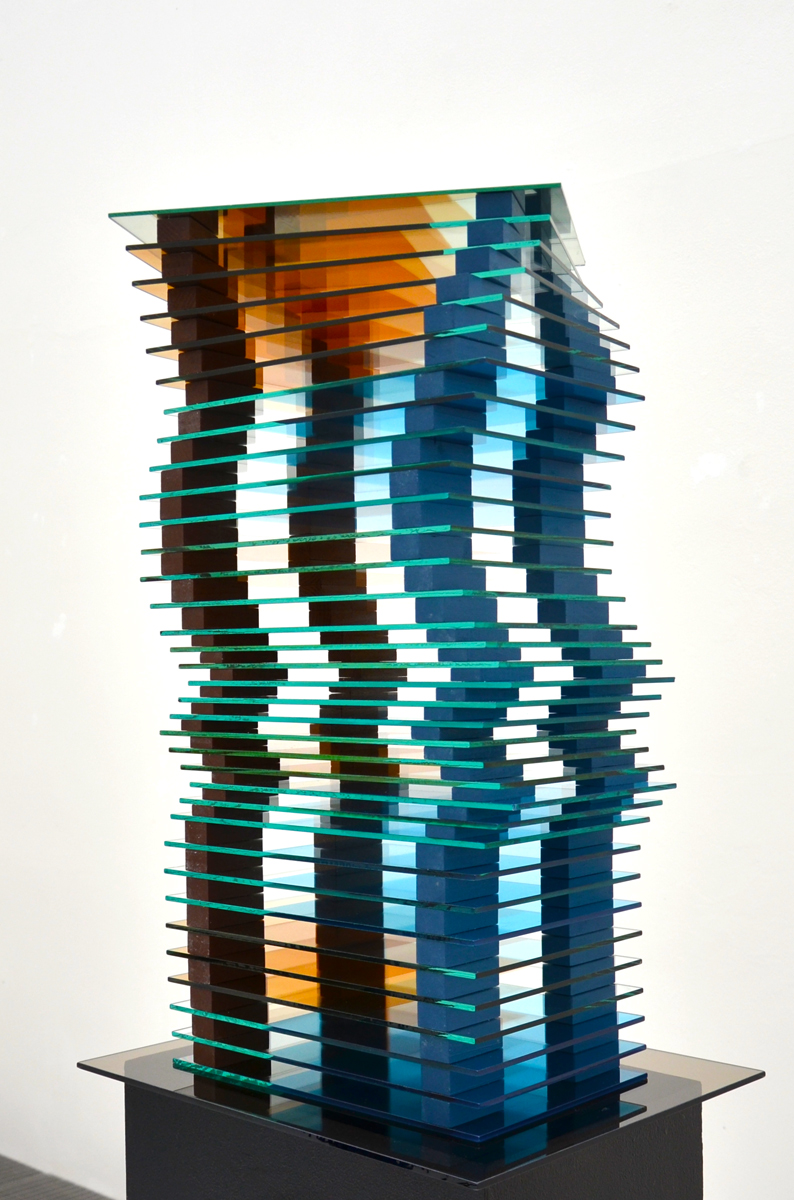
Kuřáci, 2005
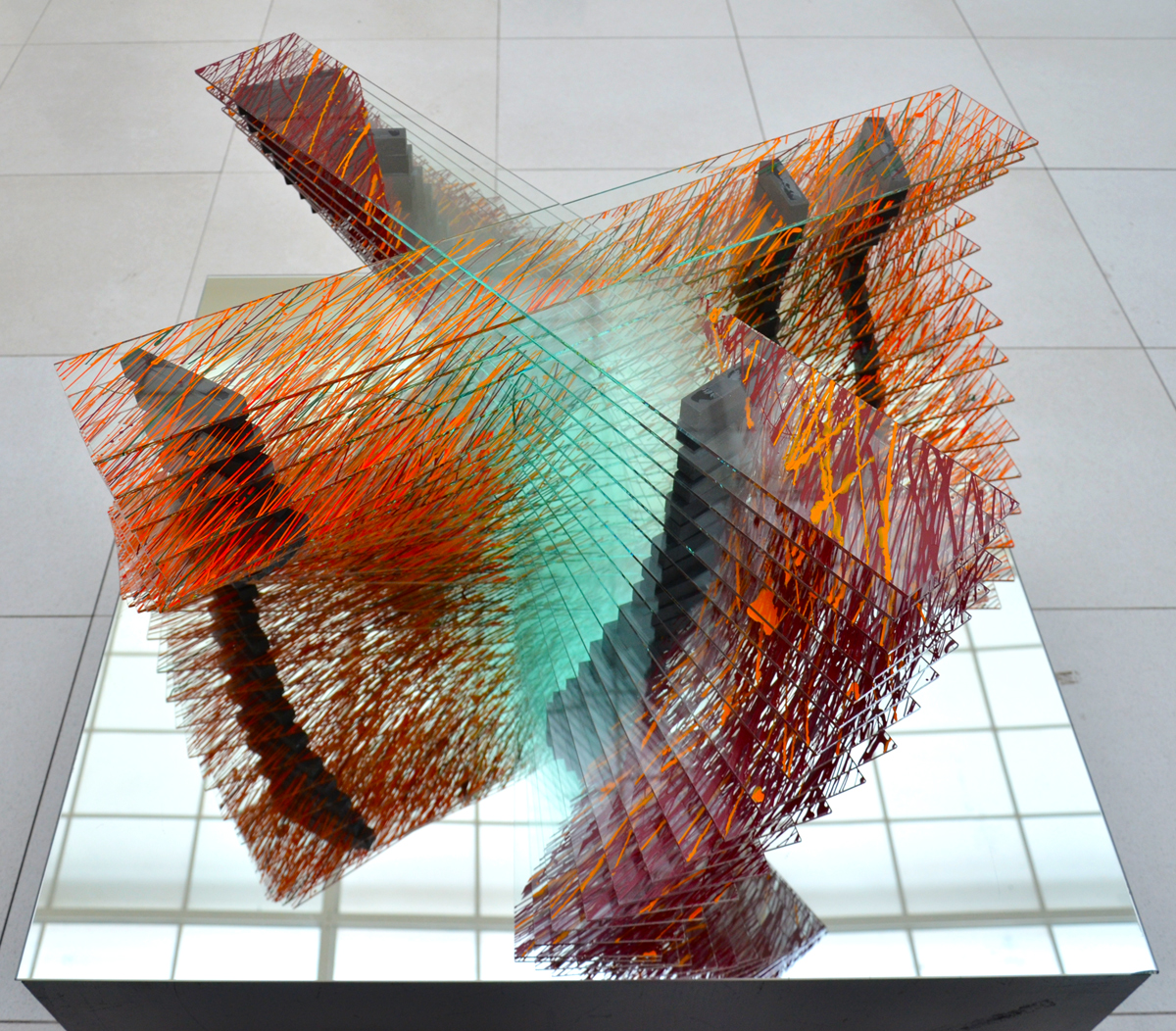
Kolotoč, 2006
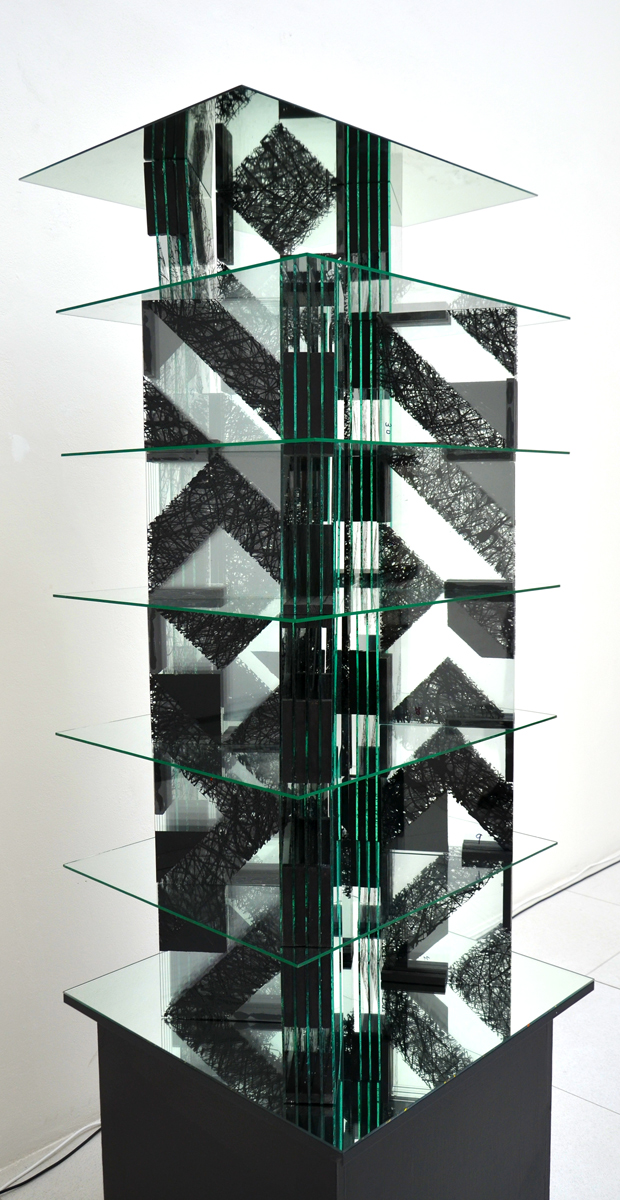
Babylon, 2012
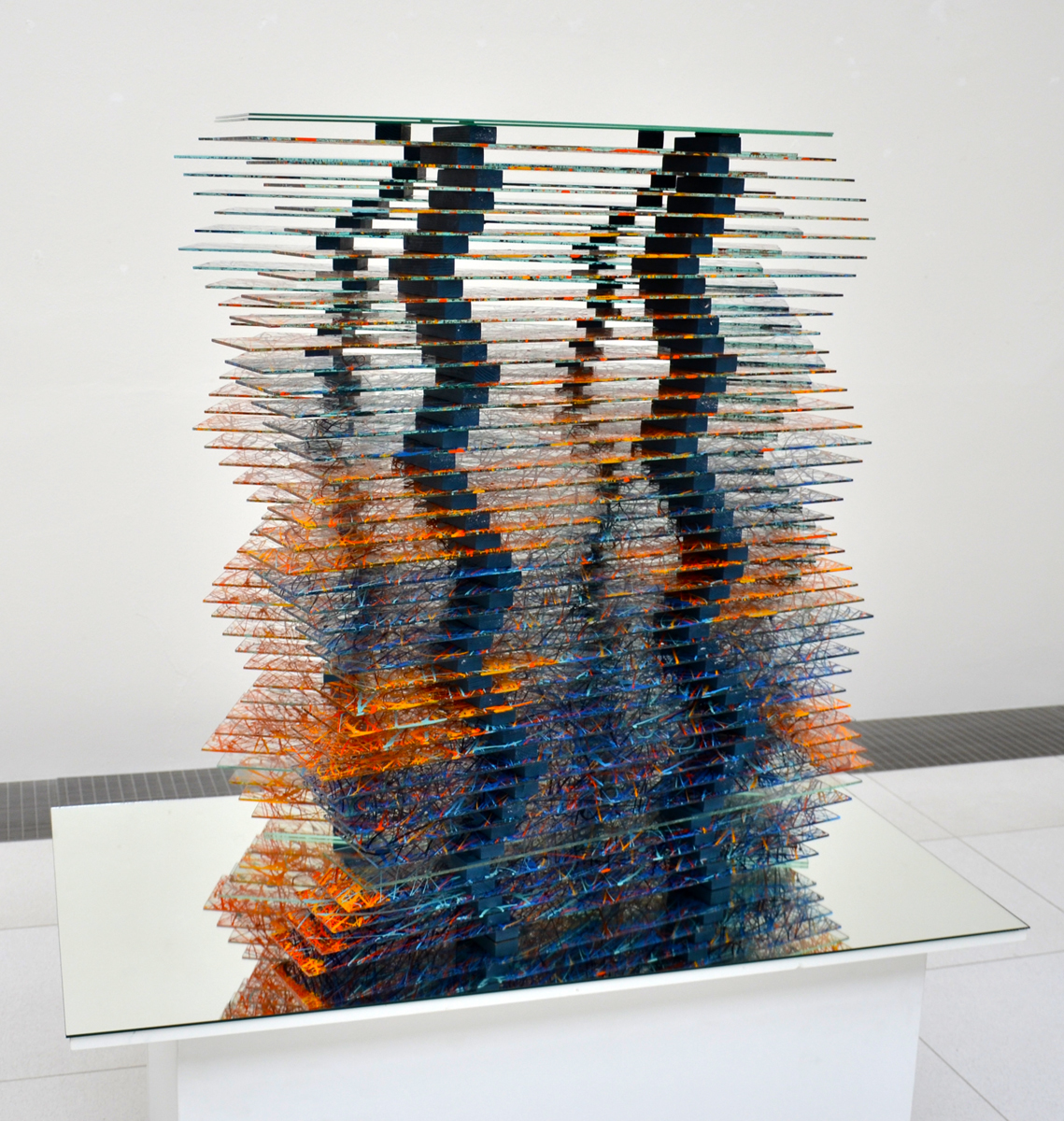
Hlubina, 2012-2014

### Design
Jiřina Žertová je autorkou nápojového skla, hutního skla tvarovaného z volné ruky i návrhů dekorů broušeného olovnatého skla. Je také autorkou několika realizací pro architekturu.

### Zastoupení ve sbírkách
- Centre Pompidou, Paříž
- Musée des Arts Décoratifs de la Ville, Lausanne
- The Corning Museum of Glass, New York
- Jacques Baruch Gallery, Chicago
- The Lannan Foundation of Contemporary Arts, Palm Beach
- Museum of Science and Industry, Los Angeles
- Kunstsammlungen der Veste, Coburg
- Kunstmuseum Düsseldorf
- Museum für Kunst und Gewerbe Hamburg
- Glasmuseum Ebeltoft
- Kunstforum Göhrde
- Steinberg Foundation, Kunstmuseum Liechtenstein
- Muzeum Narodowe, Wroclaw
- Uměleckoprůmyslové museum v Praze
- Moravská galerie v Brně
- Severočeské muzeum v Liberci
- Východočeské muzeum v Pardubicích
- Muzeum skla a bižuterie v Jablonci nad Nisou
- Crystalex Nový Bor

### Výstavy

#### Autorské
- 1973 Galerie Lobmeyer, Vídeň
- 1975 Severočeské muzeum, Liberec
- 1982 Gallery Rob van den Doel, Gravenhage, NL
- 1984, 1987 Galerie Centrum, Praha
- 1989 Heller Gallery, New York, Gallery Nakama, Tokio
- 1990 Galerie Gottschalk-Betz, Frankfurt am Main, Clara Scremini Gallery, Paříž, Galerie Sanske, Curych
- 1992 Müller Gallery, New York, Silica gallery, Beverly Hills, Ca., USA
- 1994 Dům u Jonáše, Východočeská galerie v Pardubicích
- 1998 Bender-Boehringer - Zentrum, Vídeň
- 1999 Galerie výtvarného umění v Ostravě
- 2001 Galerie výtvarného umění Znojmo
- 2005 Glasgalerie Hittfeld, Hamburg
- 2006 Leo Kaplan Modern, New York
- 2008 Galerie Aspekt, Brno
- 2013 Jiřina Žertová, Vladimír Kopecký: Konvergence, Východočeská galerie Pardubice
- 2014 Galerie Nová síň, Praha
- 2017 Galerie Špilberk, Brno

#### Společné (výběr)
- 1984 Modern Czechoslovak Glass Sculptures, Copenhagen

Contemporary Glass in Europe, Strasbourg
Trienále řezaného skla, Moravská galerie v Brně
- 1985 Coburger Glaspreis, Coburg

Glassymposium Süssmuth
- 1986 Contemporary Czech Glass, London, Birmingham

Modern International Glass Art, Ebeltoft, DK
Tchechoslowakisch Glas in Austria, Wien, Salzburg
- 1987 Vidre D art, Asuntament de Barcelona

České kulturní centrum Warszawa, Wien
- 1988 Artistes Verries de Tchécoslovaquie, Bruxelles

Kopecký + Freunde, Frankfurt am Main
Salon, Praha
- 1989 Contemporary European Crystal and Glass Sculptures, Liége

18 Verriers Tcheque aux Musée Suisse du Vitrail, Romont
Verres de Boheme, Musée des Arts Décoratifs, Paris
Verriers Tcheque aux Centre International du Vitrail, Chartres
- 1990 International Exhibition of Glass, Kanazawa, J

Neues Glas in Europa, Düsseldorf
- 1991 Configura, Kunst in Europe, Erfurt

Prague Glas Prize, Mánes, Praha
- 1992 Prague Glass Prize, Heller Gallery, New York
- 1993 Bohemia Crystal, Segovia
- 1994 Sklo 20. století, Východočeské muzeum v Pardubicích

Prager Glaskunst, Bamberg
- 1996 International Glass Exhibition, Palazzo Ducale, Venezia
- 1997 Glaskunst aus Tchechien, Wien
- 1999 Exhibition Czech Glass, P.R., China
- 2000 Light - Transfigured, Hida Takayama Museum of Art, Gifu, Jap.

Euro - Fire in the Land of Liége
- 2001 Sensitive Touch, Studio Glass Gallery, London
- 2001-2011 Verrailes, Galerie Internationale du Verre, Biot, Fr.
- 2003, 2006, 2012 International Glass Symposium, Crystalex, Nový Bor [25]
- 2004 International Exhibition of Glass, Kanazawa, Jap

Leo Kaplan Modern, New York
- 2005 Expo 2005, Aichi, Jap.
- 2006 	Ženský prvek, Galerie Diamant, Praha
- 2007 České sklo / 1945-1980 (Tvorba v době mizerie a iluzí), Národní galerie v Praze

Skláři Mánesa a jejich hosté, Galerie Diamant, Praha
- 2008 J. Žertová, D. Zámečníková, A. Matoušková, I. Šrámková, E. Vlčková: Výběr z tvorby, Galerie Dion, Praha
- 2009 Crossing borders, Glasmuseet Ebeltoft

Glass Friends in Contemporary Glass Sculpture, Litvak gallery, Tel Aviv
Spolek výtvarných umělců Mánes (1887 - 2009) , Berlin, Bratislava
- 2009/10 Magie skla: Sklárna Beránek ve Škrdlovicích 1940-2008, Východočeské muzeum, Pardubice
- 2010	New Sensitivity, National Art Museum of China, Beijing

SVU Mánes, Galerie Diamant, Praha
- 2011 Freedom to Create, Litvak Gallery, Tel Aviv
- 2012 Jubilanti Mánesa, galerie Diamant, Praha
- 2012/13 Vše nejlepší! České sklářské umění, Uměleckoprůmyslové museum v Praze
- 2018/2019 Dva v jednom: Design českého a slovenského skla 1918–2018, Muzeum skla a bižuterie v Jablonci nad Nisou
- 2019/2020 Tání hrany, Museum skla Portheimka, Praha
- 2020 S.V.U. Mánes, Rabasova galerie, Nová síň pod Vysokou bránou, Rakovník
- 2021 Generace S. V. U. Mánes, Kostel sv. Anny, Jablonec nad Nisou